# Ōyamatsumi
Ōyamatsumi (大山積命 Ōyamatsumi-no-Mikoto; även Ohoyama) var en bergsgud i japansk mytologi. Fader till Iha-Naga, Konohanasakuyahime och Uzume.